# Timboholmsskatten

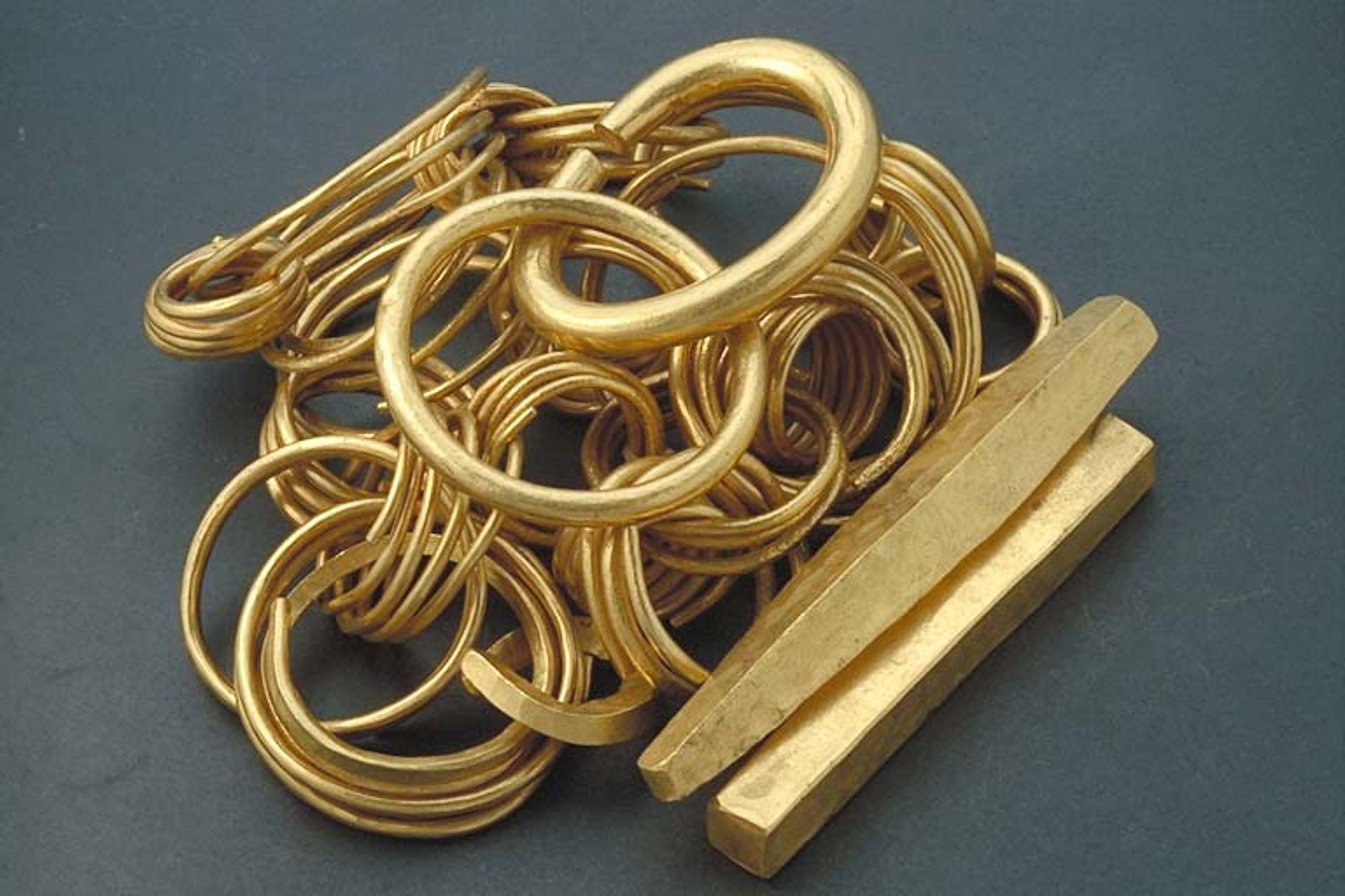
Timboholmsskatten

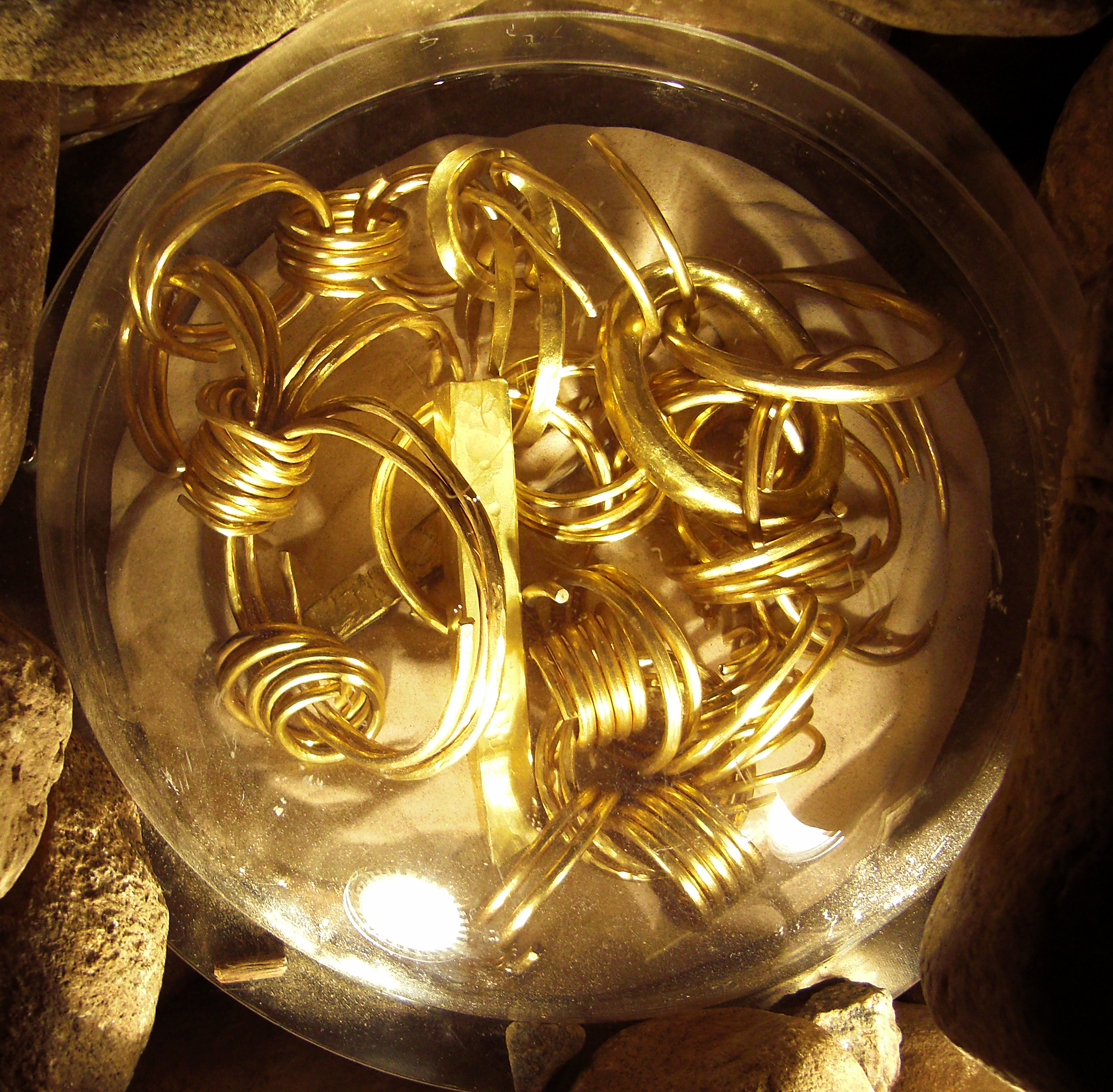
Kopia av Timboholmsskatten visad på Stadsmuseet i Skövde

Timboholmsskatten är en guldskatt hittad 1904 på Timboholms ägor i utkanten av Skövde i Västergötland av tre arbetare vid namn Carl Wernlund och Per Rythén, mer kända som "Sjôle-Lotta" och "Bly-Per" samt C. H. Lantz. Skatten är daterad till folkvandringstid (ca 400–500-tal), och har en totalvikt på cirka 7 kg. Den består av 2 guldtackor, två kedjor som vardera består av åtta och sexton spiralringar av guld, och två släta, massiva guldringar och är den största bevarade guldskatten hittad i Norden. Bara Tureholmsskatten, funnen i Västerljung i Södermanland, är större, men denna skingrades efter fyndet. Endast en halsring löstes in av den dåvarande kungen Gustav III, mer hade han inte råd till.
Guldskatten finns nu i Guldrummet på Historiska museet i Stockholm. En kopia av skatten visas på Stadsmuseet i Skövde  och sedan hösten 2008 finns en skulptur av Claes Hake föreställande guldringarna i Timboholmsrondellen vid infarten till Östermalm i Skövde.
De som hittade Timboholmsskatten fick 20 000 kronor att dela på när de löste in fyndet. Detta motsvarar idag cirka 1 miljon kronor. Det dröjde innan upphittarna fick betalning, varför de i juli året därpå insände ett klagobrev. Detta möttes dock med byråkratisk aversion av ansvariga myndigheter. Den uteblivna ersättningen vållade stora tidningsrubriker.
Skatten värderades av dåvarande antikvarie Hildebrandt till 2 000 kronor inklusive den så kallade dusören, cirka 100 000 kr 2011. 
Stadsmuseet i Skövde har gjort en film om hur det kom sig att guldet fick ligga orörd i marken i flera hundra år. 